# Гран-при Италии 1992 года
Гран-при Италии 1992 года — 13-й этап чемпионата мира по автогонкам в классе Формула-1 сезона 1992 года прошёл на Национальном автодроме Монцы в Италии 13 сентября.

## Перед гонкой
Уик-энд начался с того, что Мэнселл заявил, что не рассчитывает найти место в команде Williams на следующий сезон и планирует уйти из формулы-1 из-за того, что попросил у директора команды повышение зарплаты вдвое, но общего языка найти не удалось, моторист Хонда заявил, что уходит из формулы-1 по окончании этого сезона. Команда Andrea Moda была объявлена банкротом и весь персонал остался не у дел. Это вторая после Brabham команда, которая закончила своё существование во время чемпионата 1992 года.

## Квалификация
Во время свободной практики гонщик Феррари Жан Алези столкнулся с Джанни Морбиделли и тем самым добавил работы механикам. В квалификации же Алези показал лучший результат в карьере, заняв 3-е место (благодаря новой поперечно расположенной коробке передач) после Мэнселла и Сенны. Мэнселл заработал 28-й поул, сравнявшись с Фанхио по этому показателю и вышел на 3-е место в мире по числу поулов.

## Гонка
Ещё до старта на машине Бергера обнаружились технические проблемы и ему пришлось стартовать с пит-лейна. Со старта Мэнселлу удалось сохранить лидерство, Алези удалось опередить Сенну, но Айртон тут же отыгрался. Из-за недостатка мощности Алези не смог долго сопротивляться сверхмощному Williams Патрезе и в начале 2-го круга по стартовой прямой пропустил без борьбы Патрезе на 3-ю позицию. А Мэнселл тем временем лидировал не зная никаких проблем. Михаэль Шумахер сразу после старта сломал переднее антикрыло об пропущенного вперед на старте Тьери Бутсена и был вынужден ехать на пит-стоп для смены крыла и откатился на последнее место. Тем временем Бергер прорывался с последнего места и к 9-му кругу занимал уже 11-ю позицию. на 10-м круге Алези сходит с дистанции из-за технических проблем. на 11-м круге Патрезе на стартовой прямой обходит Сенну, на этом же круге в повороте Параболика вылетает Капелли и таким образом тифози остались без красных жеребцов на трассе. К 20-му кругу Михаэль Шумахер шёл уже на 6-м месте. Кругом позже Патрезе обогнал Мэнселла и вышел на 1-е место к радости тифози, но по всей видимости это произошло из-за технических проблем. На 41-м круге из-за проблем с электрикой сходит занимавший к тому времени 2-е место Мэнселл. За 8 кругов до финиша у Патрезе тоже начались проблемы и его без проблем опередили Сенна и Мартин Брандл. В итоге Патрезе финишировал 5-м из-за проблем с подвеской. Михаэль Шумахер смог прорваться с последнего на 3-е место, а Бергер, стартовавший с пит-лейна, на 4-е. в итоге закончили дистанцию полностью только 7 гонщиков.
| Место | С  | №  | Гонщик               | Команда              | Ш | Круги | Время/причина схода | О  |
| ----- | -- | -- | -------------------- | -------------------- | - | ----- | ------------------- | -- |
| 1     | 2  | 1  | Айртон Сенна         | McLaren-Honda        | G | 53    | 1:18:15,349         | 10 |
| 2     | 9  | 20 | Мартин Брандл        | Benetton-Ford        | G | 53    | +17,050             | 6  |
| 3     | 6  | 19 | Михаэль Шумахер      | Benetton-Ford        | G | 53    | +24,373             | 4  |
| 4     | ПЛ | 2  | Герхард Бергер       | McLaren-Honda        | G | 53    | +1:25,490           | 3  |
| 5     | 4  | 6  | Риккардо Патрезе     | Williams-Renault     | G | 53    | +1:33,158           | 2  |
| 6     | 21 | 4  | Андреа де Чезарис    | Tyrrell-Ilmor        | G | 52    | +1 круг             | 1  |
| 7     | 16 | 9  | Микеле Альборето     | Arrows-Mugen-Honda   | G | 52    | +1 круг             |    |
| 8     | 22 | 22 | Пьерлуиджи Мартини   | Dallara-Ferrari      | G | 52    | +1 круг             |    |
| 9     | 23 | 30 | Юкио Катаяма         | Larrousse-Lamborgini | G | 50    | Трансмиссия         |    |
| 10    | 17 | 16 | Карл Вендлингер      | March-Ilmor          | G | 50    | +3 круга            |    |
| 11    | 14 | 21 | Юрки Ярвилехто       | Dallara-Ferrari      | G | 47    | Двигатель           |    |
| Сход  | 26 | 33 | Маурисио Гужельмин   | Jordan-Yamaha        | G | 46    | Трансмиссия         |    |
| Сход  | 1  | 5  | Найджел Мэнселл      | Williams-Renault     | G | 41    | Электрика           |    |
| Сход  | 8  | 25 | Тьери Бутсен         | Ligier-Renault       | G | 41    | Дроссель            |    |
| Сход  | 15 | 26 | Эрик Кома            | Ligier-Renault       | G | 35    | Вылет               |    |
| Сход  | 20 | 15 | Габриэле Тарквини    | Fondmetal-Ford       | G | 30    | Коробка передач     |    |
| Сход  | 18 | 3  | Оливье Груйяр        | Tyrrell-Ilmor        | G | 26    | Двигатель           |    |
| Сход  | 13 | 12 | Джонни Херберт       | Lotus-Ford           | G | 18    | Двигатель           |    |
| Сход  | 24 | 17 | Эмануэле Наспетти    | March-Ilmor          | G | 17    | Двигатель           |    |
| Сход  | 3  | 27 | Жан Алези            | Ferrari              | G | 12    | Топливная система   |    |
| Сход  | 7  | 28 | Иван Капелли         | Ferrari              | G | 12    | Электрика           |    |
| Сход  | 12 | 24 | Джанни Морбиделли    | Minardi-Lamborgini   | G | 12    | Двигатель           |    |
| Сход  | 10 | 29 | Бертран Гашо         | Larrousse-Lamborgini | G | 11    | Двигатель           |    |
| Сход  | 11 | 11 | Мика Хаккинен        | Lotus-Ford           | G | 5     | Двигатель           |    |
| Сход  | 19 | 10 | Агури Судзуки        | Arrows-Mugen-Honda   | G | 2     | Подвеска            |    |
| Сход  | 25 | 14 | Эрик ван де Поэле    | Fondmetal-Ford       | G | 0     | Сцепление           |    |
| НКВ   |    | 23 | Кристиан Фиттипальди | Minardi-Lamborgini   | G |       |                     |    |
| НКВ   |    | 32 | Стефано Модена       | Jordan-Yamaha        | G |       |                     |    |

- Лучший круг: Найджел Мэнселл 1:26,119